# Carl Friedrich Rudolf Heinze
Carl Friedrich Rudolf Heinze (født 10. april 1825 i Saalfeld, død 18. maj 1896 i Heidelberg) var en tysk strafferetslærer, bror til Max Heinze.
Heinze virkede først i praksis, blev 1865 ordentlig professor i Leipzig, 1873 i Heidelberg. Resultaterne af sin åndfulde, selvstændige og skarpe tænkning nedlagde Heinze i en lang Rk. Skr — for størstedelen fremkomne i tidsskrifter og juridiske samleværker. 
Med stor iver deltog han i diskussionerne om reformer i straffelovgivningen og Straffeprocessen. Han bidrog til
Fængsels-kongresser og var deltager i det politiske Liv. 
Stor opsigt vakte hans flammende Hungarica. Eine Anklageschrift (1882), rettet mod Ungarns behandling af de i Siebenbürgen boende tyskere.